# دانيال ديوي
دانيال ديوي (بالإنجليزية: Daniel Dewey)‏ هو قاضي ومحامي وسياسي أمريكي، ولد في 29 يناير 1766 في الولايات المتحدة، وتوفي بنفس المكان في 26 مايو 1815. حزبياً، نشط في الحزب الفيدرالي الأمريكي. انتخب عضو مجلس النواب الأمريكي.